# 馬島誠
馬島 誠（まじま まこと、1971年8月24日 -  ）は、日本のパラアイスホッケー選手、パラ・パワーリフティング選手。2010年バンクーバーパラリンピックアイススレッジホッケー銀メダリスト。長野県生まれ。

## 来歴
上伊那郡辰野町出身。辰野西小学校、辰野中学校、長野県伊那北高等学校、1997年に駒澤大学法学部卒業。
幼少から剣道や杖道など武道に励む。大学3年生のときアルバイト先での測量作業中、6万6000ボルトの特別高圧の送電線に接触する事故に遭い、下半身に障がいを負い、車いす生活となる。一命は取り留めたものの2～3週間意識が戻らず、3回の植皮手術とリハビリで丸1年入院した。
大学卒業後、長野県内の企業セイコーエプソンに就職。そこでアイススレッジホッケーと出合う。練習に励み、日本代表に選出される。2006年トリノパラリンピックでは5位入賞、2010年にバンクーバーパラリンピックでは銀メダルを獲得した。
日本代表引退後は、地元のチーム、長野サンダーバーズの代表として後進の指導などを行う傍ら、一般社団法人ドリームペーパーコミュニケーションズのメンタルアドバイザーとしてのボランティア活動や、自身の経験を生かした講演活動を行う。
2016年以降は、パラ・パワーリフティングという競技で2020年東京パラリンピックを目指す。
2018年、インドネシア2018アジアパラ競技大会97Kg級で7位（記録155Kg）。
2019年、第19回全日本パラ・パワーリフティング国際招待選手権大会・男子97Kg級で優勝（記録160kg）。
2021年1月、第21回全日本パラ・パワーリフティング国際招待選手権大会・男子97Kg級で優勝（記録161kg）
2021年5月、2020年度 abn（長野朝日放送）スポーツ特別賞を奥原希望、山本幸平、渡部暁斗らと共に受賞。